# Futurama
Futurama je americký animovaný seriál, který vytvořili Matt Groening a David X. Cohen (autoři seriálu Simpsonovi). První čtyři produkční série vysílala televizní stanice Fox v letech 1999 až 2003. Dalších pět sérií vysílala mezi lety 2008 až 2013 televizní společnost Comedy Central.
Vyšly také čtyři filmy, které byly předělány do podoby páté série seriálu (každý film byl rozdělen do 4 epizod): Futurama: Benderovo parádní terno, Futurama: Milion a jedno chapadlo, Futurama: Benderova hra a Futurama: Fialový trpaslík.
Po deseti letech zahájila streamovací služba Hulu vysílání osmé série, a to mezi červencem a zářím 2023, v Česku je série dostupná na Disney+.

## Příběh
Děj se většinou odehrává v Novém New Yorku a přilehlém vesmíru od roku 3000. V prvním díle spadne věčný smolař Philip J. Fry na Silvestra roku 1999 do mrazáku v kryogenické laboratoři. Rozmražen je až po 1000 letech, 31. prosince 2999 a zjišťuje, že se nachází v Novém New Yorku.
Díky objevenému praprapra…praprasynovci, profesoru Hubertu Farnsworthovi dostane práci v jeho malé intergalaktické doručovatelské firmě Planet Express. Seriál pojednává o dobrodružstvích Frye a jeho kolegů při dodávání zásilek ve jménu této dopravní firmy.

## Hlavní postavy
- Philip J. Fry – smolař Fry je ústřední postavou. Původně pracoval jako poslíček v pizzerii, když byl zmražen na 1000 let. Ve 31. století ho zaměstnal jeho jediný žijící příbuzný H. J. Farnsworth jako intergalaktického poslíčka ve firmě Planet Express. Fry se neobtěžuje věcmi jako disciplína, pořádek nebo přemýšlení a svou lehkomyslností často způsobuje komplikace svému okolí. Na druhou stranu, jak se později ukáže, je ale klíčovou postavou pro osud celého vesmíru.

- Turanga Leela – jednooká Leela je jediným členem posádky kosmické lodi Planet Express se smyslem pro zodpovědnost, proto zastává funkci kapitána. Vyrostla v sirotčináriu, před kterým ji jako novorozeně našli odloženou. Původně se domnívá, že je mimozemšťan neznámé rasy, po setkání se svými rodiči ale zjistí, že ve skutečnosti je „pouze“ mutant. Obvykle je tím, kdo ostatní vytahuje z problémů. A má talent na bojová umění.

- Bender Ohýbač Rodriguez – Bender, obhroublý robot vyrobený okolo roku 2996 v Mexiku a určený původně k ohýbání traverz, se dostává do firmy společně s Fryem. Obvykle se netají svou záští k lidem a přivádí své kolegy do nesnází, aniž by mu to jakkoli vadilo. Kromě kouření, neúspěšných pokusů o vaření a pití alkoholu – (který v Benderově případě způsobuje chemickou reakci, která dobíjí jeho baterie) – což aspoň tvrdí; je jeho největší zálibou kradení při jakékoliv příležitosti. V epizodě „Narodím se zítra“ se ukáže, že v roce 3029 Bender ovládne svět.

- Prof. Hubert J. Farnsworth – je Fryovým velmi vzdáleným prasynovcem, je mu okolo 160 let. Typický „šílený vědec“. Zabývá se vynalézáním pozoruhodných (častěji než "občas" naprosto nesmyslných) věcí a rovněž je šéfem zásilkové společnosti Planet Express, kterou založil, aby jejím prostřednictvím financoval svou podivnou vědeckou činnost.

- Dr. John Zoidberg – Zoidberg, tvor mimozemského původu, vzezřením podobný humru (patří k rase Decapodianů), je zaměstnán jako firemní lékař, ačkoli jeho znalosti lidské anatomie jsou více než pochybné. Ostatními je téměř neustále přehlížen a někdy i utiskován. Často si pochutnává na pro lidi nechutných věcech, např. obsazích kontejnerů, vyhozených zkažených jídlech a nejen to…

- Hermes Conrad – je Jamajčan, pracující jako manažer ve společnosti Planet Express. Je profesionálním byrokratem a jeho vášní je dodržování předpisů, byrokratických postupů, vyplňování formulářů a jakékoli předepsané papírování. Krom toho je také bývalým vrcholovým sportovcem v disciplíně podlézání.

- Dr. Amy Wongová – Amy je dcerou enormně bohatých čínských rodičů, kterým patří celá západní polokoule Marsu.[9] Ve firmě je na stáži, na universitu se dostala díky vlivu svých rodičů.

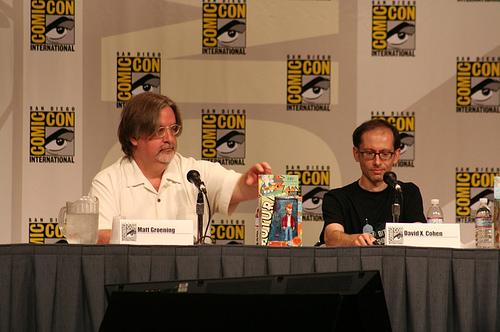
Autoři Futuramy - Matt Groening a David X. Cohen

### Dabing
| Postava                        | Originální dabing | Český dabing     |
| ------------------------------ | ----------------- | ---------------- |
| Philip J. Fry                  | Billy West        | Jan Dolanský     |
| Turanga Leela                  | Katey Sagal       | Andrea Elsnerová |
| Bender Bending Rodriguez       | John Di Maggio    | Martin Stránský  |
| Professor Hubert J. Farnsworth | Billy West        | Dalimil Klapka   |
| Dr. John Zoidberg              | Billy West        | Bohdan Tůma      |
| Hermes Conrad                  | Phil LaMarr       | Tomáš Juřička    |
| Amy Wong                       | Lauren Tom        | Jitka Moučková   |
| Zapp Brannigan                 | Billy West        | Zbyšek Pantůček  |
| Kif Kroker                     | Maurice LaMarche  | Radovan Vaculík  |
| Diblík                         | Frank Welker      | Zbyšek Pantůček  |

## Seznam dílů
Prvních 72 dílů seriálu bylo vytvořeno pro Fox Network ve čtyřech produkčních sériích. Pátou sérii tvoří 16 dílů, které jsou vlastně 4 filmy: Futurama: Benderovo parádní terno, Futurama: Milion a jedno chapadlo, Futurama: Benderova hra a Futurama: Fialový trpaslík, každý rozdělený na 4 díly. Od 24. června do 2. září 2010 vysílala americká televize Comedy Central jednou týdně jeden díl z nové (šesté) série. Jednotlivé díly byly při výrobě označovány číslem série, pracovním kódem ACV přiděleným seriálu televizí a číslem epizody, například 1ACV01 – první série, kód ACV, epizoda jedna. Televize ale epizody při prvním uvedení nevysílala v produkčním pořadí a běžely celkem v pěti sériích. V přehledech tohoto řazení bývá používáno označení v jiné podobě s prvními písmeny slov sezóna a epizoda, například S01E01 – série první, epizoda jedna. Na DVD discích vyšel seriál v původním produkčním řazení a čtyřech kompletech.
| Řada | Díly         | Premiéra v USA     | Premiéra v USA     | Domovská stanice | Premiéra v ČR     | Premiéra v ČR   | TV pořadí v ČR |
| Řada | Díly         | První díl          | Poslední díl       | Domovská stanice | První díl         | Poslední díl    | TV pořadí v ČR |
| ---- | ------------ | ------------------ | ------------------ | ---------------- | ----------------- | --------------- | -------------- |
| 1    | 13           | 28. března 1999    | 14. listopadu 1999 | Fox              | 1. dubna 2009     | 13. dubna 2009  | 1–2            |
| 2    | 19           | 21. listopadu 1999 | 3. prosince 2000   | Fox              | 14. dubna 2009    | 2. května 2009  | 2–3            |
| 3    | 22           | 21. ledna 2001     | 8. prosince 2002   | Fox              | 3. května 2009    | 29. května 2009 | 3–4            |
| 4    | 18           | 10. února 2002     | 10. srpna 2003     | Fox              | 18. května 2009   | 11. června 2009 | 4–5            |
| 5    | 16 (4 filmy) | 23. března 2008    | 30. srpna 2009     | Comedy Central   | 25. srpna 2010    | 21. září 2010   | 6              |
| 6    | 13           | 24. června 2010    | 21. listopadu 2010 | Comedy Central   | 10. února 2011    | 5. května 2011  | 7              |
| 6    | 13           | 23. června 2011    | 8. září 2011       | Comedy Central   | 12. ledna 2012    | 5. dubna 2012   | 8              |
| 7    | 13           | 20. června 2012    | 29. srpna 2012     | Comedy Central   | 13. srpna 2013    | 10. září 2013   | 9              |
| 7    | 13           | 19. června 2013    | 4. září 2013       | Comedy Central   | 30. prosince 2014 | 15. ledna 2015  | 10             |
| 8    | 10           | 24. července 2023  | 25. září 2023      | Hulu             | 24. července 2023 | 25. září 2023   | 11             |
| 9    | 10           | bude oznámeno      | bude oznámeno      | Hulu             | bude oznámeno     | bude oznámeno   | 12             |

## Zajímavosti

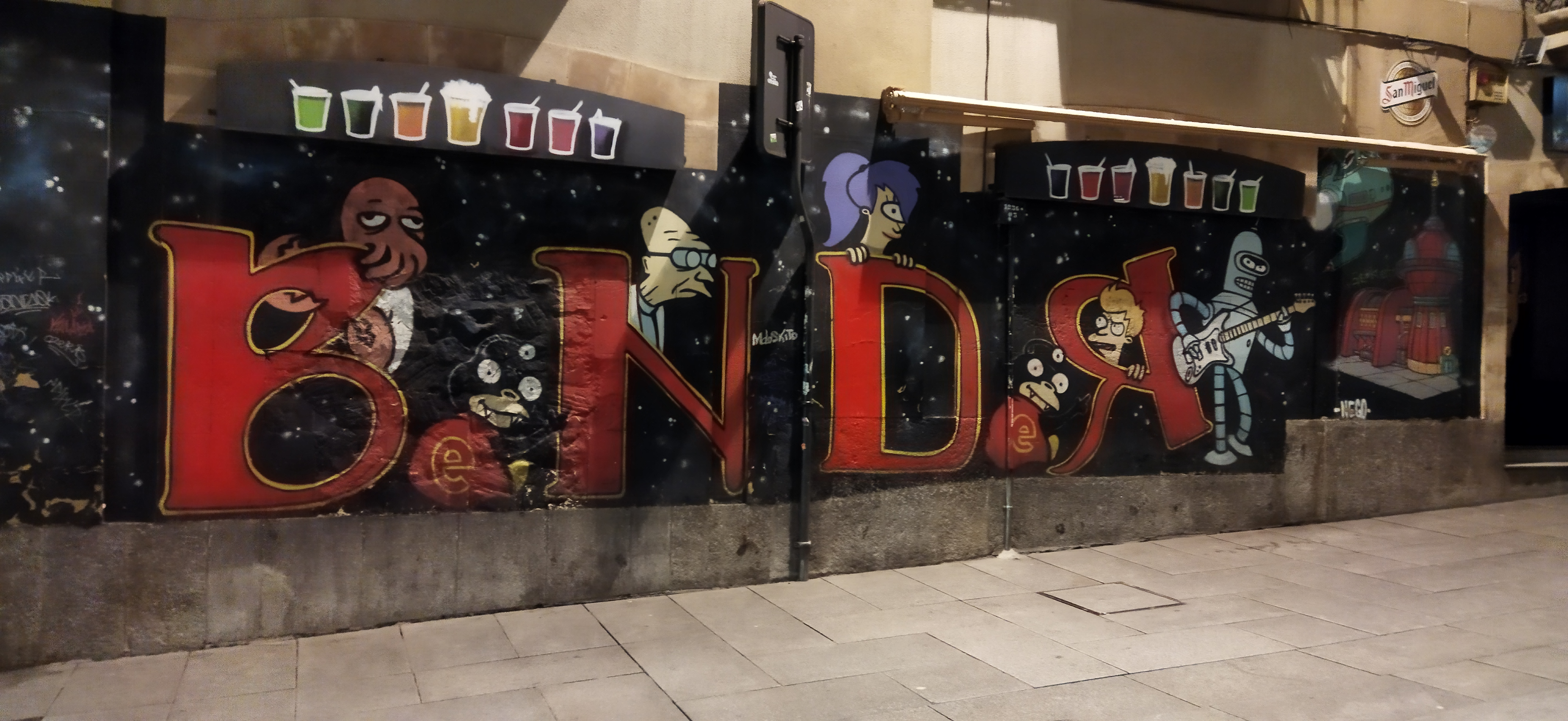
Graffiti u španělského baru s postavami ze seriálu

Vlajka Země v seriálu Futurama

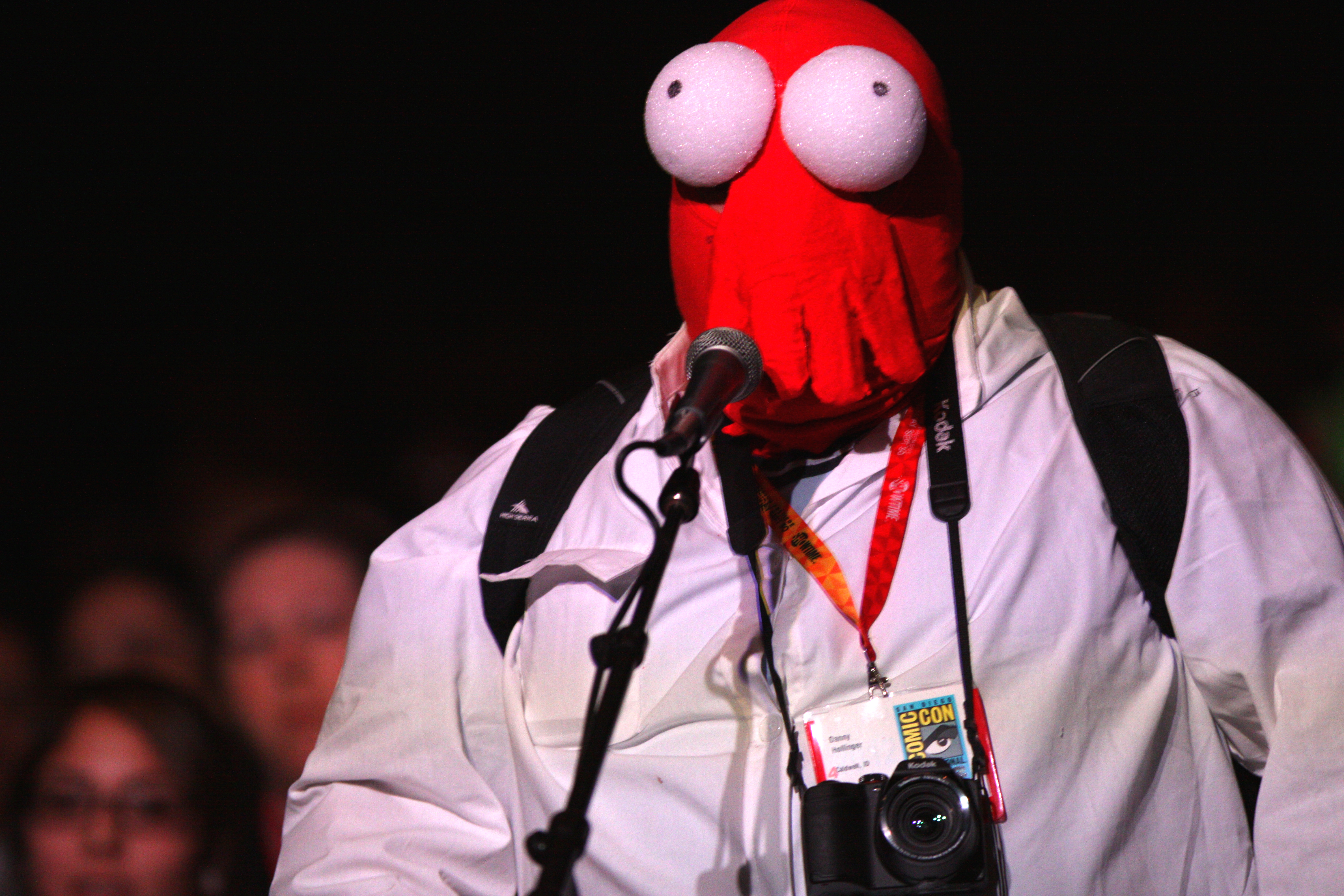
Cosplay dr. Zoidberg

### Planet Express
Planet Express je firma, zabývající se doručováním zásilek po celém vesmíru.
Osazenstvo
- majitel: profesor Hubert J. Farnsworth
- kapitán kosmické lodi: Turanga Leela
- poslíček: Philip J. Fry
- lodní kuchař a povaleč: Bender Ohýbač Rodriguez
- stážistka: Amy Wong
- firemní lékař: Dr. John Zoidberg
- manažer: Hermes Conrad
- údržbář: Scruffy

Technické zázemí
- Firma používá kosmickou loď Planet Express, jejíž motory využívají temnou hmotu (tu vylučuje i Leelin Diblík).

### Planety
Ve Futuramě se vyskytuje velké množství různých planet, většinou jsou pojmenovány podle obyvatelstva (na planetě Čapek 9 jsou roboti, na Sicília 8 Mafiáni, na Kannibalionu Kanibalové). Např. Eternium je domovská planeta Diblíkovanů (angl. Nibblonians), dlouhožijících tříokých mimozemšťanů. Eternium se objevil ve dvou epizodách: The Day the Earth Stood Stupid a The Why Of Fry. Je popsána tak, že je „přesně uprostřed vesmíru“ a má „nepředstavitelné rozměry“. Důležité místo je zde Hall of Forever, umístěna „deset mil na západ od přesného středu vesmíru“.
Další planetou je Amphibios 9. Tato bažinatá planeta je domov obojživelné zelenohlavé mimozemské rasy. Planeta má nejméně jeden měsíc. Amphibios 9 je ukázán v epizodě Kif Gets Knocked Up A Notch, prvním díle čtvrté sezóny. V této epizodě, poručík Kif Kroker přichází na tuto planetu, aby porodil své potomky. Znovu se objeví ve filmu Milion a jedno chapadlo kde se odehraje pohřeb Kifa Krokera.
Další, v ději významnější planetou je Planeta Omicron Persei VIII, což je domovská planeta Omicronianů. Od Země je vzdálena cca 1000 světelných let. Má 1 měsíc a podnebí na ní je podobné jako na zemi.

### All My Circuits
Objevuje se zde telenovela All My Circuits (na Prima Cool přeloženo jako Velmi křehké obvody (parodie na Velmi křehké vztahy). Děj se točí kolem robota-podnikatele Calculona, který má velkou lásku – robotku Monique, stále o ni musí bojovat a do toho se mu plete spousta obchodních nepřátel. Seriál je v New New Yorku velice populární. Mezi jeho pravidelné diváky patří mimo jiné posádka Planet Expressu. Byl několikrát zfilmován.